# Australische Cricket-Nationalmannschaft in Südafrika in der Saison 1996/97
Die Tour der australischen Cricket-Nationalmannschaft nach Südafrika in der Saison 1996/97 fand vom 28. Februar bis zum 13. April 1997 statt. Die internationale Cricket-Tour war Bestandteil der Internationalen Cricket-Saison 1996/97 und umfasste drei Tests und sieben ODIs. Australien gewann die Test-Serie 2–1 und die ODI-Serie 4–3.

## Vorgeschichte
Beide Mannschaften spielten zuvor zusammen mit Simbabwe ein Drei-Nationen-Turnier in Südafrika.
Das letzte Aufeinandertreffen der beiden Mannschaften bei einer Tour fand in der Saison 1993/94 in Südafrika statt.

## Stadien
Die folgenden Stadien wurden für die Tour als Austragungsort vorgesehen:
| Stadion                 | Stadt          | Kapazität | Spiele          |
| ----------------------- | -------------- | --------- | --------------- |
| Chevrolet Park          | Bloemfontein   | 20.000    | 7. ODI          |
| Centurion Park          | Centurion      | 22.000    | 3. Test; 6. ODI |
| Moses Mabhida Stadium   | Durban         | 54.000    | 4. ODI          |
| Buffalo Park            | East London    | 20.000    | 2. Test; 1. ODI |
| Wanderers Stadium       | Johannesburg   | 34.000    | 1. Test; 5. ODI |
| Newlands Cricket Ground | Kapstadt       | 25.000    | 3. ODI          |
| Sahara Oval St George’s | Port Elizabeth | 19.000    | 2. ODI          |

## Kaderlisten
Die folgenden Kader wurden von den Mannschaften benannt:
| Test | Test | ODI | ODI |
| Südafrika | Australien | Südafrika | Australien |
| --- | --- | --- | --- |
| - Hansie Cronje (K) - Paul Adams - Adam Bacher - Daryll Cullinan - Allan Donald - Herschelle Gibbs - Andrew Hudson - Jacques Kallis - Gary Kirsten - Lance Klusener - Brian McMillan - Shaun Pollock - Jonty Rhodes - David Richardson (wk) - Brett Schultz - Pat Symcox | - Mark Taylor (K) - Michael Bevan - Greg Blewett - Matthew Elliott - Jason Gillespie - Matthew Hayden - Ian Healy (wk) - Glenn McGrath - Shane Warne - Mark Waugh - Steve Waugh | - Hansie Cronje (K) - Adam Bacher - Rudi Bryson - Derek Crookes - Daryll Cullinan - Allan Donald - Herschelle Gibbs - Jacques Kallis - Lance Klusener - Louis Koen - Shaun Pollock - Jonty Rhodes - David Richardson (wk) - Pat Symcox | - Mark Taylor (K) - Ian Healy (VK, wk) - Steve Waugh (VK) - Michael Bevan - Andy Bichel - Greg Blewett - Adam Dale - Michael Di Venuto - Adam Gilchrist (wk) - Jason Gillespie - Stuart Law - Paul Reiffel - Shane Warne - Mark Waugh |

## Tour Matches
| 22. – 26. Juni Scorecard | Randjesfontein | Australians 284-7d (55.1)       | – | Nicky Oppenheimer XI 265 (51.5) |
|                          |                | Australians gewinnt mit 19 Runs |   |                                 |

| 15. – 17. Februar Scorecard | Kapstadt | Australians 439 (104) & 175 (40) | – | Western Province 261 (83) & 321 (78.4) |
|                             |          | Australians gewinnt mit 50 Runs  |   |                                        |

| 18. Februar Scorecard | Paarl | Australians 319-3 (50)          | – | Boland 269 (47.2) |
|                       |       | Australians gewinnt mit 50 Runs |   |                   |

| 20. – 22. Februar Scorecard | Durban | Natal 335 (87) & 112 (52.2)       | – | Australians 370 (90) & 81-2 (19.3) |
|                             |        | Australians gewinnt mit 8 Wickets |   |                                    |

| 25. Februar Scorecard | Soweto | Australians 261-7 (45/45)       | – | Transvaal Invitation XI 182 (42/45) |
|                       |        | Australians gewinnt mit 79 Runs |   |                                     |

| 7. – 8. März Scorecard | East London | Border 117 (43.5) & 148 (40)                       | – | Australians 370-9d (86) |
|                        |             | Australians gewinnt mit einem Innings und 105 Runs |   |                         |

| 11. März Scorecard | Zwide | Australians 243-4 (45/45)       | – | Eastern Province Invitation XI 228-8 (45/45) |
|                    |       | Australians gewinnt mit 15 Runs |   |                                              |

## Tests

### Erster Test in Johannesburg
| 28. Februar – 4. März Scorecard | Johannesburg | Südafrika 302 (91.4) & 130 (69)                   | – | Australien 628 (193.4) |
|                                 |              | Australien gewinnt mit einem Innings und 196 Runs |   |                        |

Südafrika gewann den Münzwurf und entschied sich als Schlagmannschaft zu beginnen. Als Spieler des Spiels wurden Steve Waugh und Greg Blewett ausgezeichnet.

### Zweiter Test in East London
| 14. – 17. März Scorecard | Port Elizabeth | Südafrika 209 (74.4) & 168 (73.4) | – | Australien 108 (70.4) & 271-8 (93.3) |
|                          |                | Australien gewinnt mit 2 Wickets  |   |                                      |

Australien gewann den Münzwurf und entschied sich als Feldmannschaft zu beginnen. Als Spieler des Spiels wurde Mark Waugh ausgezeichnet.

### Dritter Test in Centurion
| 21. – 24. März Scorecard | Centurion | Australien 227 (89.5) & 185 (73.4) | – | Südafrika 384 (134.4) & 32-2 (6.4) |
|                          |           | Südafrika gewinnt mit 8 Wickets    |   |                                    |

Südafrika gewann den Münzwurf und entschied sich als Feldmannschaft zu beginnen. Als Spieler des Spiels wurde Allan Donald ausgezeichnet.

## One-Day Internationals

### Erstes ODI in East London
| 29. März Scorecard | East London | Australien 223-9 (50)           | – | Südafrika 227-4 (47) |
|                    |             | Südafrika gewinnt mit 6 Wickets |   |                      |

Südafrika gewann den Münzwurf und entschied sich als Feldmannschaft zu beginnen. Als Spieler des Spiels wurde Daryll Cullinan ausgezeichnet.

### Zweites ODI in Port Elizabeth
| 31. März Scorecard | Port Elizabeth | Südafrika 221-8 (50)             | – | Australien 222-3 (45) |
|                    |                | Australien gewinnt mit 7 Wickets |   |                       |

Australien gewann den Münzwurf und entschied sich als Feldmannschaft zu beginnen. Als Spieler des Spiels wurde Mark Waugh ausgezeichnet.

### Drittes ODI in Kapstadt
| 2. April Scorecard | Kapstadt | Südafrika 245-8 (50)          | – | Australien 199 (44.5) |
|                    |          | Südafrika gewinnt mit 46 Runs |   |                       |

Australien gewann den Münzwurf und entschied sich als Feldmannschaft zu beginnen. Als Spieler des Spiels wurde Jonty Rhodes ausgezeichnet.

### Viertes ODI in Durban
| 5. April Scorecard | Durban | Australien 211-9 (50)          | – | Südafrika 196 (48.1) |
|                    |        | Australien gewinnt mit 15 Runs |   |                      |

Australien gewann den Münzwurf und entschied sich als Schlagmannschaft zu beginnen. Als Spieler des Spiels wurde Shaun Pollock ausgezeichnet.

### Fünftes ODI in Johannesburg
| 8. April Scorecard | Johannesburg | Australien 258-7 (50)         | – | Südafrika 250-8 (50) |
|                    |              | Australien gewinnt mit 8 Runs |   |                      |

Australien gewann den Münzwurf und entschied sich als Schlagmannschaft zu beginnen. Als Spieler des Spiels wurde Michael Di Venuto ausgezeichnet.

### Sechstes ODI in Centurion
| 10. April Scorecard | Centurion | Südafrika 285-7 (50)             | – | Australien 287-5 (49) |
|                     |           | Australien gewinnt mit 5 Wickets |   |                       |

Südafrika gewann den Münzwurf und entschied sich als Schlagmannschaft zu beginnen. Als Spieler des Spiels wurde Michael Bevan ausgezeichnet.

### Siebtes ODI in Bloemfontein
| 13. April Scorecard | Bloemfontein | Südafrika 310-6 (50)           | – | Australien 201 (37) |
|                     |              | Südafrika gewinnt mit 109 Runs |   |                     |

Australien gewann den Münzwurf und entschied sich als Feldmannschaft zu beginnen. Als Spieler des Spiels wurde Lance Klusner ausgezeichnet.